# Francesc Gratacós i Matamala
Francesc Gratacós i Matamala (1955), també conegut com a Paco Gratacós, és un distribuïdor de cinema català. Descendent del pianista i compositor de sardanes banyolí Enric Gratacós Massanella (1889-1969), i fill de l'exhibidor de cinema Francesc Gratacós Comas (1913-1984).
En la dècada de 1970 va treballar a Fox Regia fins que el 1978 va crear amb el seu pare la seva pròpia empresa de distribució Mediterráneo Films, que el 1983 es va transformar en Luk Internacional, amb la que va distribuir pel·lícules com La pell (1981), dirigida per Liliana Cavani, Els bojos del bisturí (1982), Blame It on Rio (1984), última pel·lícula dirigida per Stanley Donen, o Ser o no ser d'Ernst Lubitsch. Va formar part del jurat del XV Festival Internacional de Cinema Fantàstic i de Terror de Sitges.
El 1989 va contactar amb Zoetrope Studios de Francis Ford Coppola i va aconseguir els drets de distribució a les televisions d'Espanya de les pel·lícules Apocalypse Now (1979), Història d'amor (1982) o Rebels (1983). També va contactar amb Lucasfilm i va obtenir els drets de distribució d'un total de 200-300 pel·lícules com Tucker: l'home i el seu somni (1988), La guerra de les galàxies, La recerca del foc o La selva esmaragda. Posteriorment es va dedicar a la distribució de telefilms i de sèries de televisió, entre elles Les tortugues ninja, Garfield, Snoopy, Rocky & Bullwinkle, Doraemon i Shin-chan. El 12 de maig de 2020 fou cessat com a administrador de Luk Internacional.